# 翔凤镇
翔凤镇，是中华人民共和国湖北省恩施土家族苗族自治州来凤县下辖的一个乡镇级行政单位。

## 行政区划
翔凤镇下辖以下地区：
三光坪社区、花园堡社区、精神堡社区、育红桥社区、白羊坡社区、大垭口社区、老寨坪社区、冯家坪社区、马家园社区、小河坪社区、关口社区、桂花树社区、黄茅坪社区、老虎洞社区、中华山社区、望水社区、河坪社区、旗鼓寨社区、老茶村、马崇岭村、何家坡村、枫香村、白岩村、香花村、狮立坪村、竹坝村、梅河村、红岩堡村、沿山坝村、车大坪村、檀木湾村和青山村。